# Leonardo Estévez
Leonardo Pablo Estévez (Buenos Aires, 6 de septiembre de 1972) es un barítono argentino de destacada trayectoria internacional.

## Biografía
Leonardo Estévez realizó sus estudios musicales en el Conservatorio Provincial de Música Alberto Ginastera de Morón.
Es egresado de la Carrera de Canto y de la Maestría del Instituto Superior de Arte del Teatro Colón, donde fueron sus maestros Marcela Esoin, Lucía Boero, Sergio Giai, Bruno D’Astoli y Reinaldo Censabella.
Desarrolla su carrera cantando los papeles principales de su cuerda en importantes teatros como el Teatro Colón, Teatro Avenida, Teatro Argentino de La Plata, Teatro Municipal de São Paulo, Teatro Solís, Teatro San Martín (Tucumán) entre otros.

## Trayectoria profesional

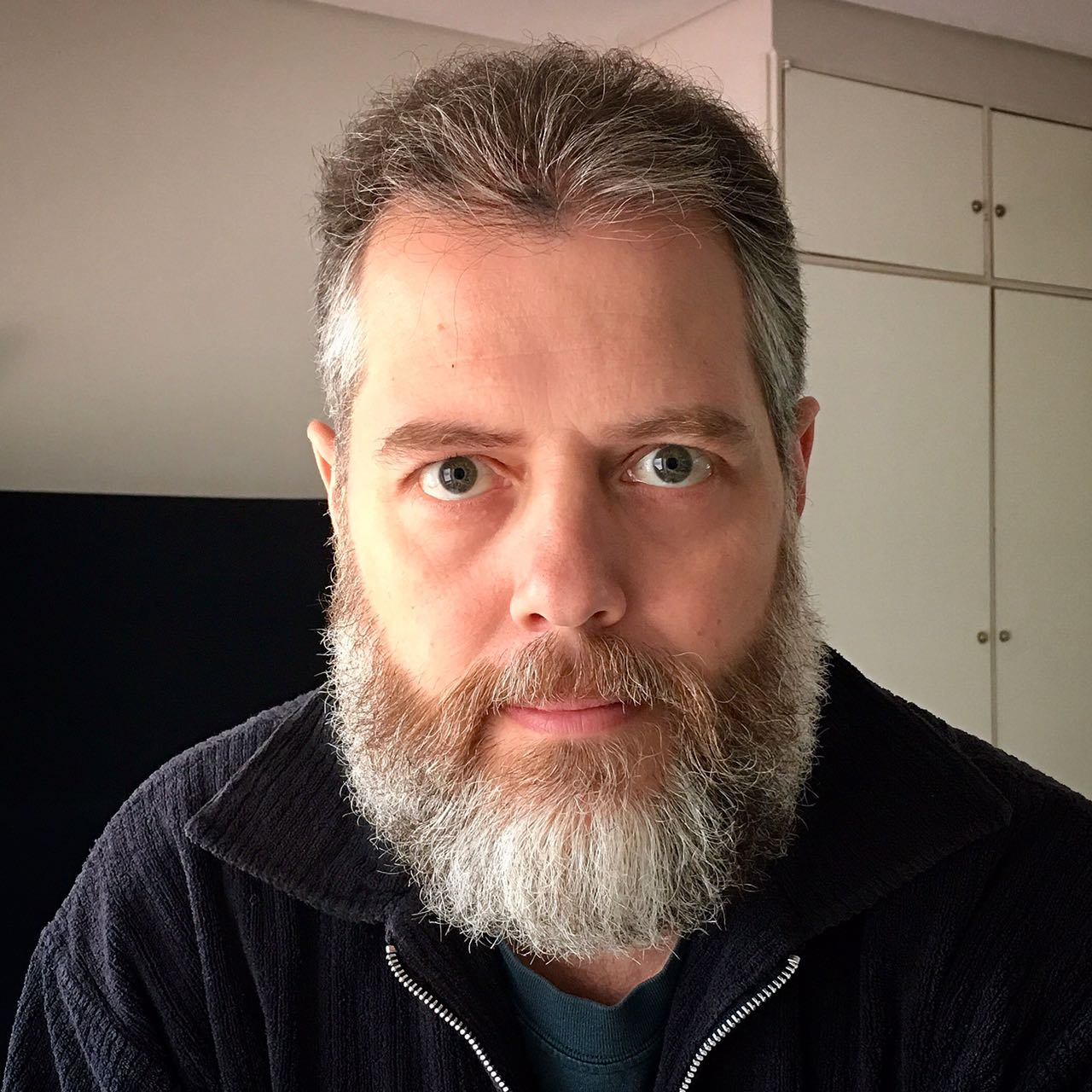
Leonardo Estévez en 2016

Hizo su debut bajo el ciclo Vamos a la Música de la Fundación Konex en el Teatro Colón en 1999 con El Barbero de Sevilla de Rossini. En el año 2000 cantó en el Teatro Avenida las obras "Amahl y los visitantes de la noche" y "El teléfono" ambas obras de Gian-Carlo Menotti. En 2001 volvió al Teatro Avenida para cantar las obras Gianni Schicchi y Les mamelles de Tirésias y en el Teatro Vera de Corrientes para cantar La scala di seta
Ha interpretado en el Teatro Colón distintos roles protagónicos y de importancia de su cuerda en los títulos L´occasione fa il ladro, Simon Boccanegra, Rigoletto, Fuego en Casabindo, El oro del Rin (dirigido por Charles Dutoit), Diálogos de carmelitas, Armida, I due timidi, Doña Francisquita, Don Giovanni, El Rey Kandaules, La zapatera prodigiosa y La bohème.
En el Teatro Argentino cantó en La Cenerentola, Alceste, Lakmé, La hija del regimiento, y el Stabat Mater de Rossini.
En 2003 fue seleccionado para la participar en el Concurso Internacional de Canto Neue Stimmen de Alemania. Asimismo ganó la selección en Argentina para participar en el Concurso Internacional Hans Gabor Belvedere en la ciudad de Viena (Austria). En el Luna Park realizó Carmen (Escamillo) junto al tenor Luis Lima e interpretó en el Teatro Avenida Lucia di Lammermoor.
La Asociación de Críticos Musicales de la Argentina lo galardonó con el "Premio Estímulo 2003". De inmediato en la ciudad de Cleveland, Estados Unidos, cantó Gianni Schicchi.
Durante 2004, en el Teatro Lola Membrives participó en como Fígaro en El barbero de Sevilla, en el Teatro Maipo en Madama Butterfly, en tanto que en el Roma de Avellaneda protagonizó Rigoletto, en Mendoza lo hizo en La Traviata, y Der Freischütz en el Teatro Avenida.

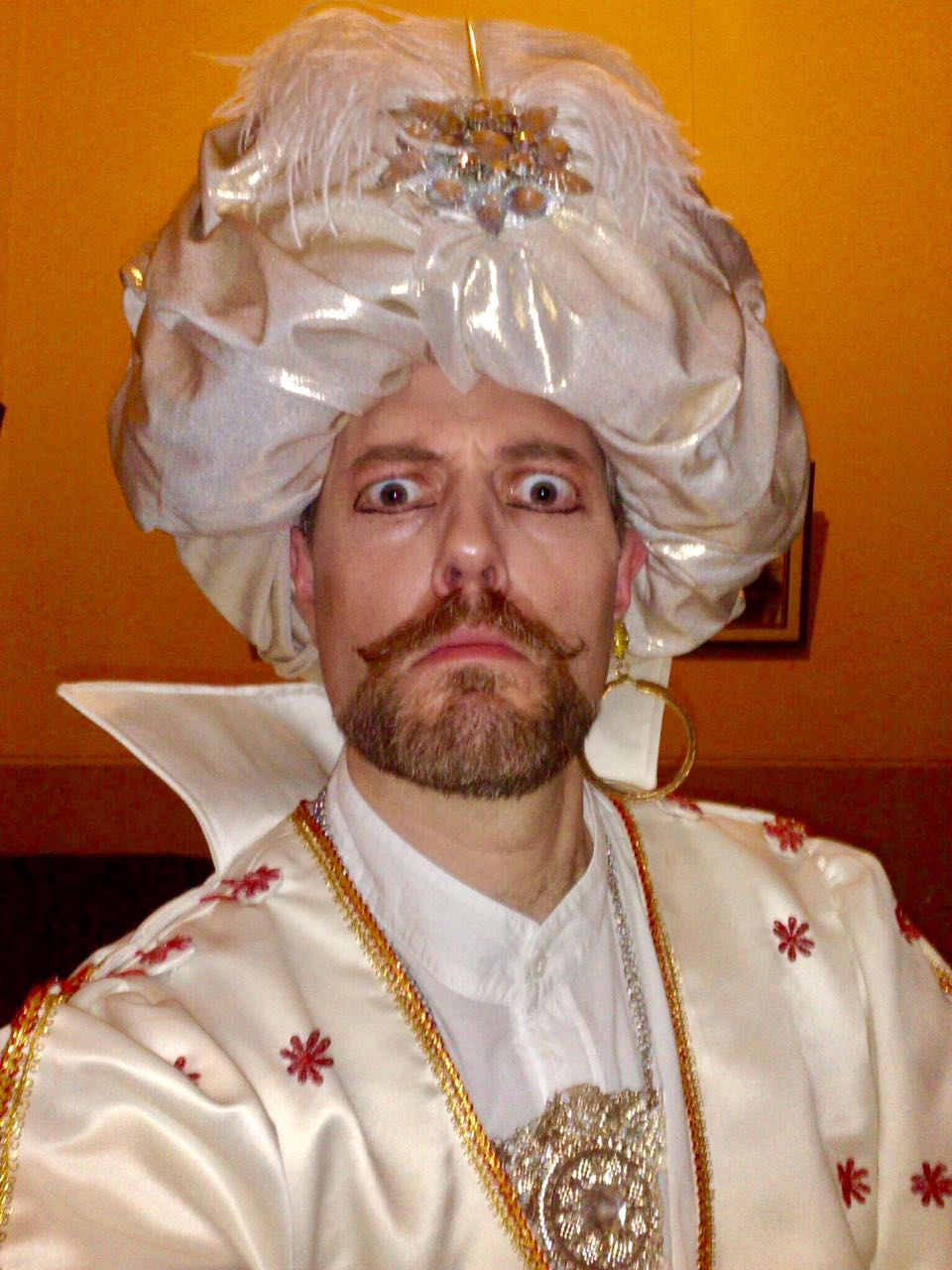
Mustafá en Italiana en Argel

Durante 2006 intervino en Romeo y Julieta y Las bodas de Fígaro en el Teatro Argentino, Le rossignol, Boris Godounov y Turandot en el Teatro Colón y Fausto en el Teatro Avenida.
En 2007 ha cantado en el Teatro Colón La Traviata, Samson et Dalila junto a José Cura y Werther, Carmen de Bizet en el Teatro Argentino de La Plata junto a Luis Lima, y el estreno americano Estaba la Madre de Luis Bacalov en el Teatro Argentino de La Plata. En el Teatro Avenida cantó Belcore de L´Elisir d´amore de Donizetti.

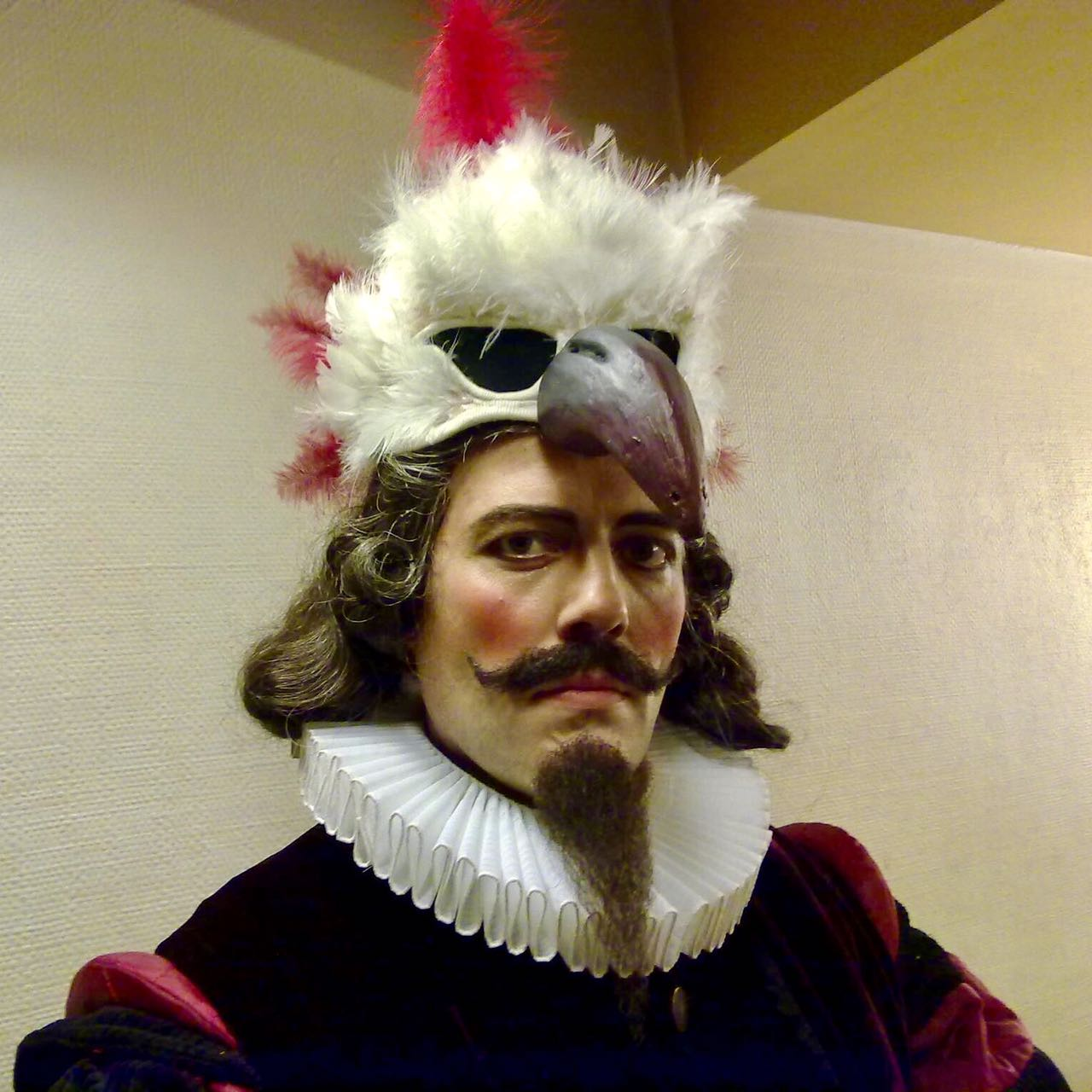
Ford en Falstaff

Inauguró la temporada lírica 2008 del Teatro Municipal de São Paulo, Brasil cantando Falstaff de Verdi bajo la batuta del Mtro. Rodolfo Fischer. Protagonizó La Belle Helene de Offenbach en el Teatro Avenida de Buenos Aires, y Pagliacci y Cavalleria Rusticana en el Teatro Argentino de La Plata. Protagonizó en el mismo coliseo el estreno mundial de El Ángel de la Muerte de Mario Perusso. En el Teatro San Martín de Tucumán protagonizó en Madama Butterfly, y cantó la 9.ª Sinfonía de Beethoven junto al Coro y Orquesta del Teatro Colón dirigido por Nir Kabaretti, y Falstaff de Verdi en el Sodre de Montevideo, Uruguay.
En 2009 cantó la Viuda Alegre en el Teatro San Martín (Tucumán), Amonasro de Aida de Verdi en el Teatro Roma, Lucía di Lammermoor en el Teatro Argentino de La Plata, The Consul de Menotti en el Teatro Avenida y Don Giovanni de Mozart en el Teatro Provincial de Paraná.

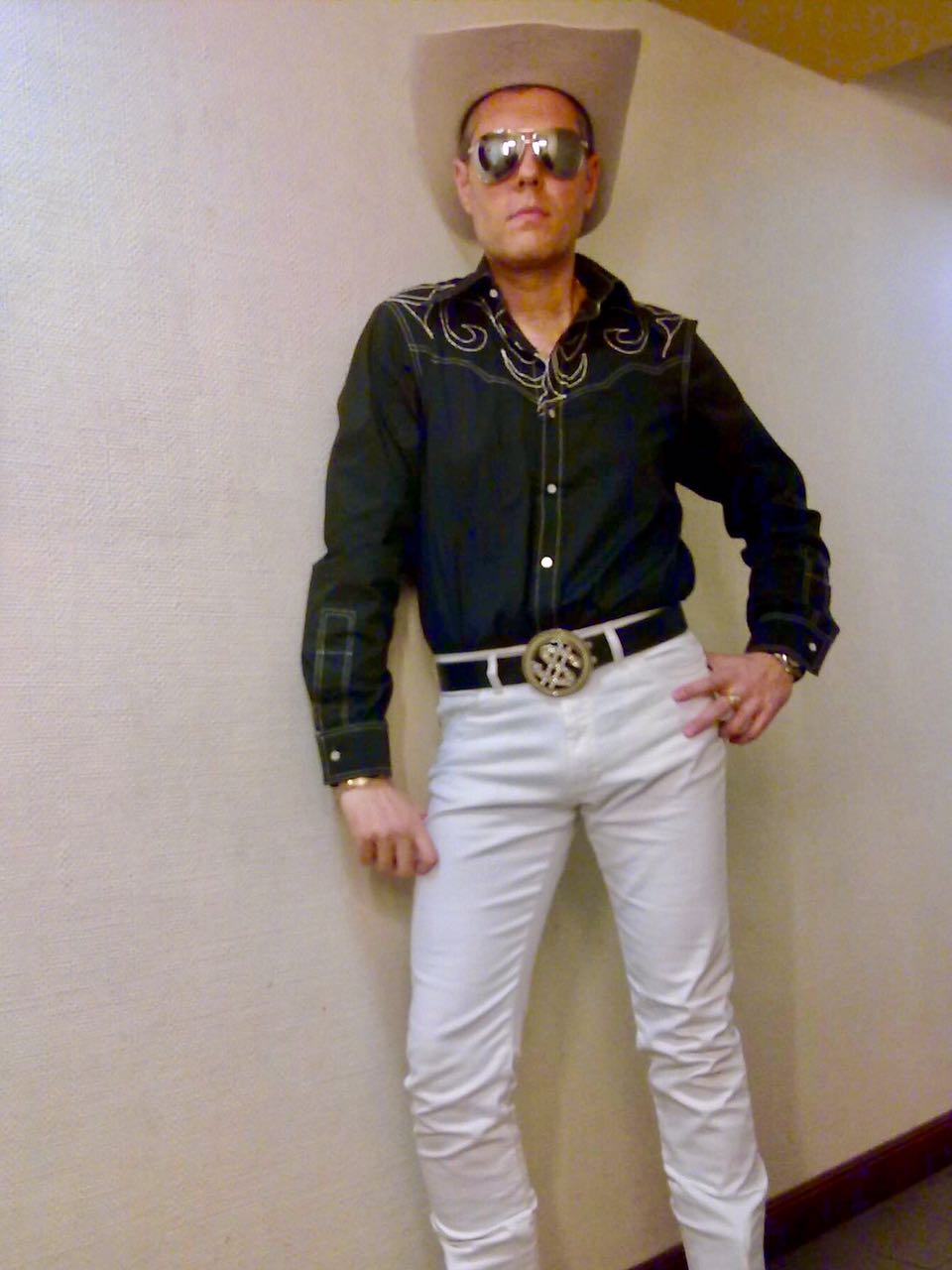
Escamillo en 2011

Abrió al temporada 2010 en el Teatro Argentino de La Plata con Lady Macbeth de Mtsensk y Fidelio de Beethoven en el Teatro Avenida. Ha te
nido el honor de reinaugurar Sala Mayor del Teatro Colón (luego de su larga restauración) con la 9.ª Sinfonía de Beethoven y posteriormente con la Boheme de Puccini.
Seguidamente cantó Mustafá de La Italiana en Algeri de Rossini en Costa Rica dirigido por el Mtro. Dan Saunders, Kuligin de Katya Kabanova en el Teatro Colón y Ford de Falstaff en el Teatro Avenida.

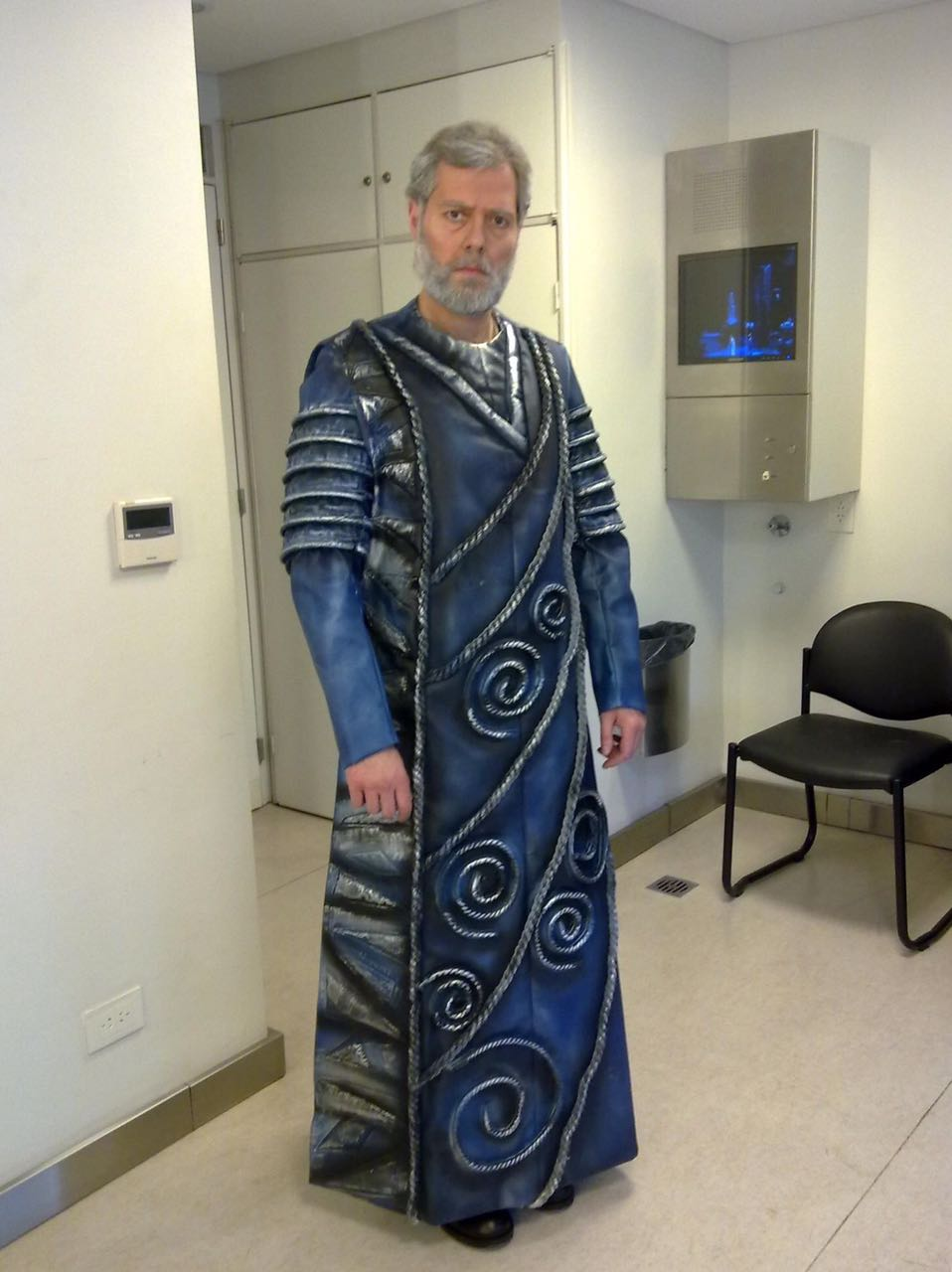
Teseo en Fedra

En 2011 interpretó Escamillo de Carmen en el Teatro Avenida, El Sirviente de The Servant de Marco Tutino e il Trittico de Puccini en el Teatro Colón, El Viaje a Reims de Rossini, Tristán e Isolda  y la Ciudad Ausente en el Teatro Argentino de La Plata. 
Fue protagonista del Estreno Mundial de la ópera argentina Fedra de M. Perusso en el Teatro Colón de Buenos Aires y participó en el cierre de temporada 2011 con La 
Viuda Alegre de F. Lehar.
En 2012 participó en La Forza del Destino en el Teatro Colón, Doña Francisquita en el Teatro Argentino de La Plata, Bodas de Fígaro en Salta y Jujuy. A su vez, cantó Scarpia de Tosca de Puccini en el Teatro San Martín de Tucumán.

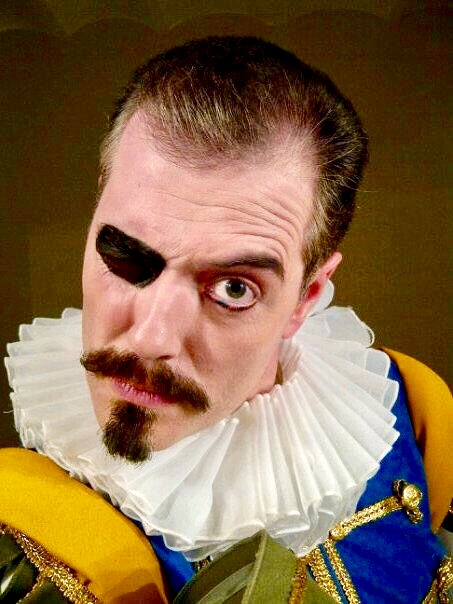
Belcore en Elixir de Amor

En 2013 hizo al sargento Belcore en el Elixir de Amor en el teatro El Círculo de Rosario, Un Ballo in Maschera en el Teatro Colón. En Santiago de Chile se presentó en Billy Budd de Britten.
En 2014 en el Centro De Eventos Plínio Arlindo De Nês en Chapecó (Brasil) hizo "As Bodas da Fígaro" en el papel del Conde de Almaviva y "La viuda Alegre" en el auditorio de San Juan,, en el Teatro Colon interpretó a Mr. Ford de la opera Falstaff cerrando el año haciendo el rol Don Matias de la zarzuela "Doña Francisquita" en el Teatro del Capitolio de Toulouse Francia con excelente crítica por medios franceses "Leonardo Estévez plante un Don Matías, le barbon de l’histoire, avec une assurance crâne"

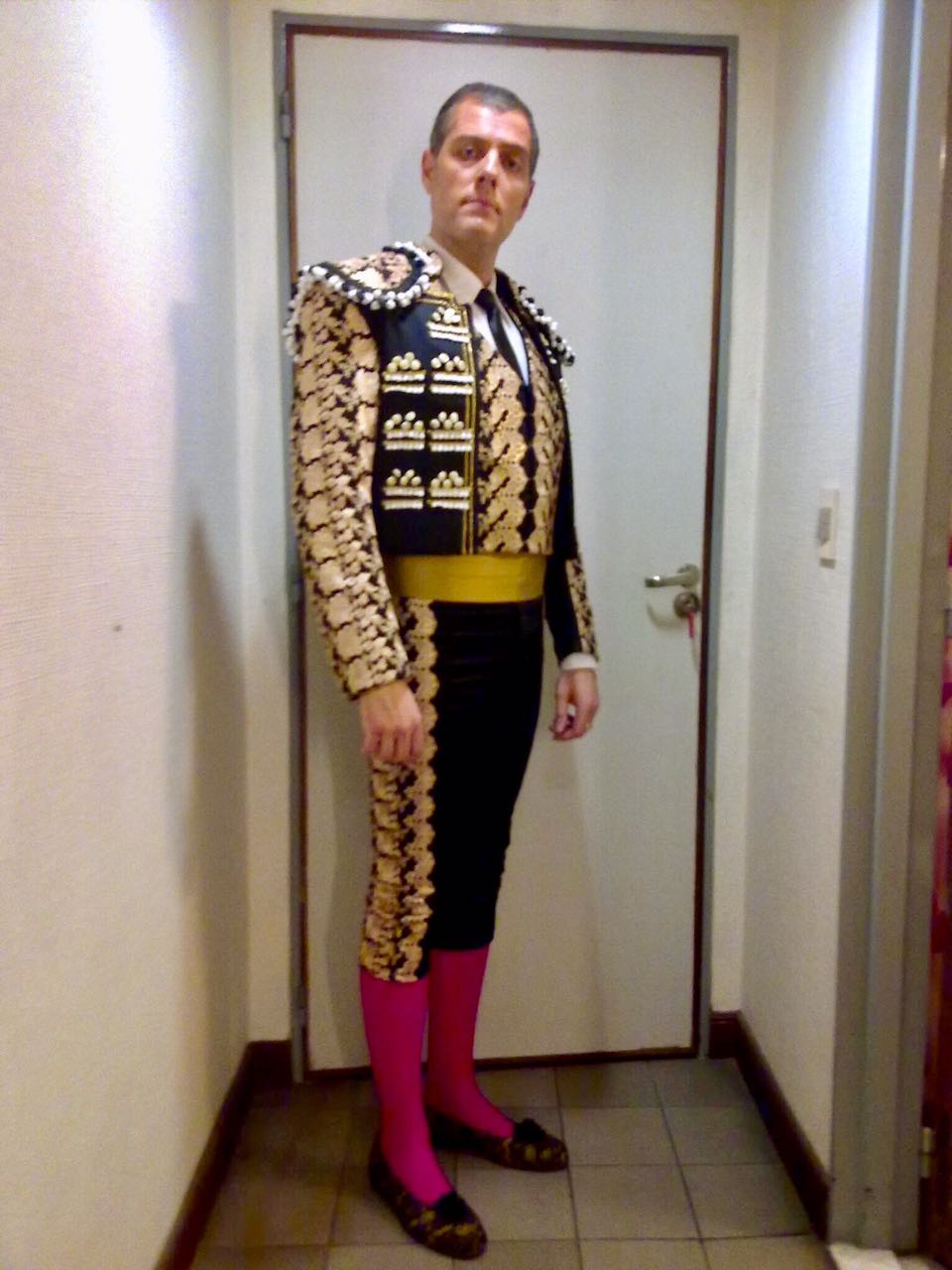
Escamillo en 2015

En 2015 interpretó al torero Escamillo de la ópera Carmen de Bizet en el Teatro Argentino de La Plata, luego a Alfio en Cavalleria Rusticana en el Teatro Colon y en el rol de Pilato en la obra La pasión de San Juan de Johann Sebastian Bach en el Centro Cultural Kirchner. En el Teatro Municipal General San Martín interpretó el rol de Pinochet en el estreno latinoamericano de la ópera de cámara "Aliados". Nuevamente, en el Centro Cultural Kirchner en el concierto brindado por la Orquesta Sinfónica Municipal de Olavarria cubrió el rol de barítono solista de la Novena Sinfonía en Re menor “Coral”, Op. 125 de Ludwig van Beethoven.

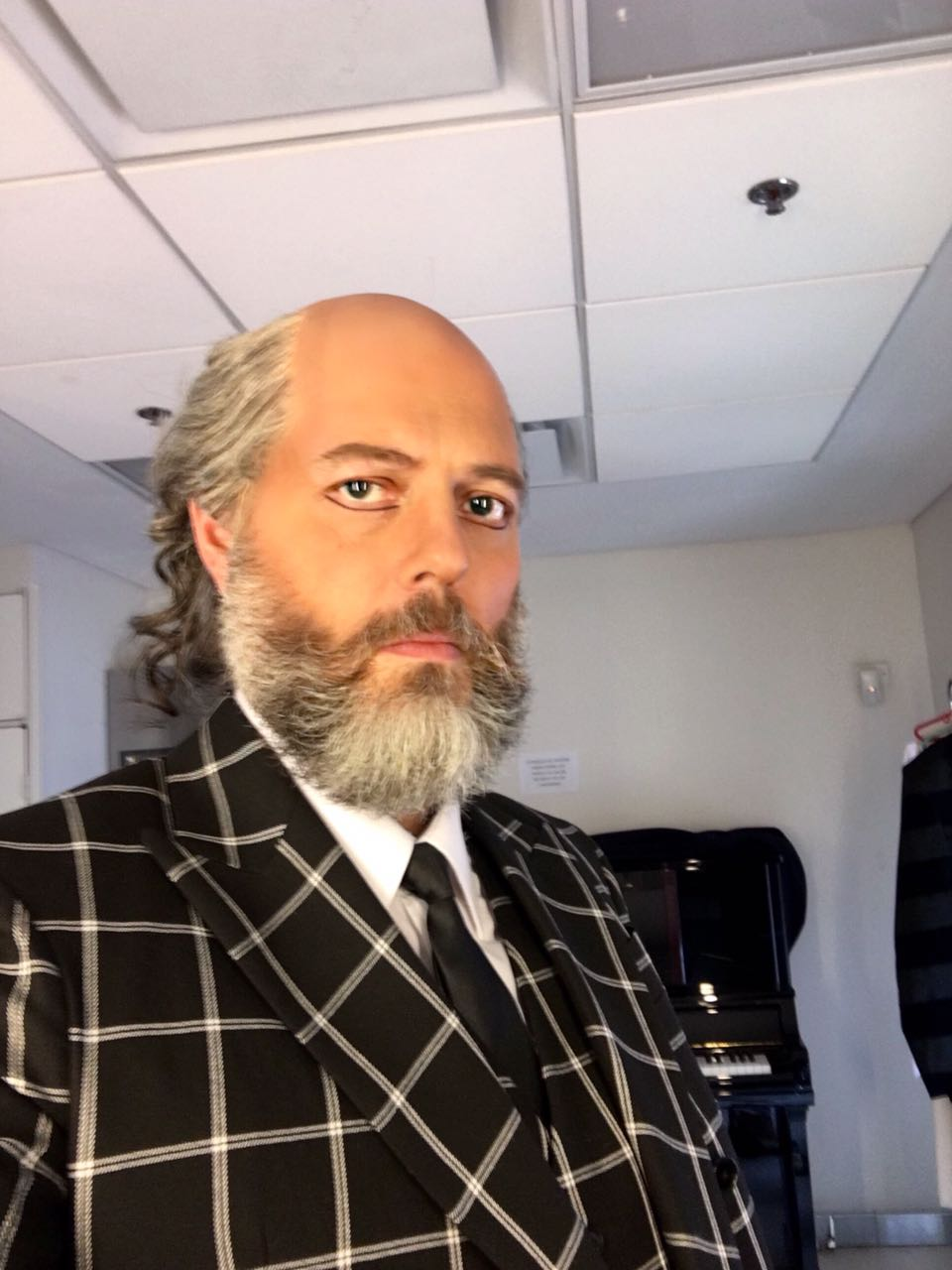
Conde Francisco Cenci

Comienza el 2016 interpretando al conde Francisco Cenci en la ópera Beatrix Cenci de Ginastera en el Teatro Colon. En el centro de experimentación del Teatro Colon participó del estreno mundial de "El malentendido" una ópera con música de Fabián Panisello y libreto de Juan Lucas basado en la obra de teatro homónima de Albert Camus, interpretando el papél de Jan. En el Centro Cultural Kirchner, abrió la temporada cumpliendo el papel de barítono solista de la Cantata Profana de Béla Bartók junto al Coro Polifónico Nacional bajo la batuta de Stefan Lano. 
En septiembre de 2016 participa como jurado del Concurso Centroamericano de Canto Lírico (concecali) que se llevó a cabo en la Universidad de Costa Rica. En el marco de concurso, también realizó una "Master Class" para los concursantes y público

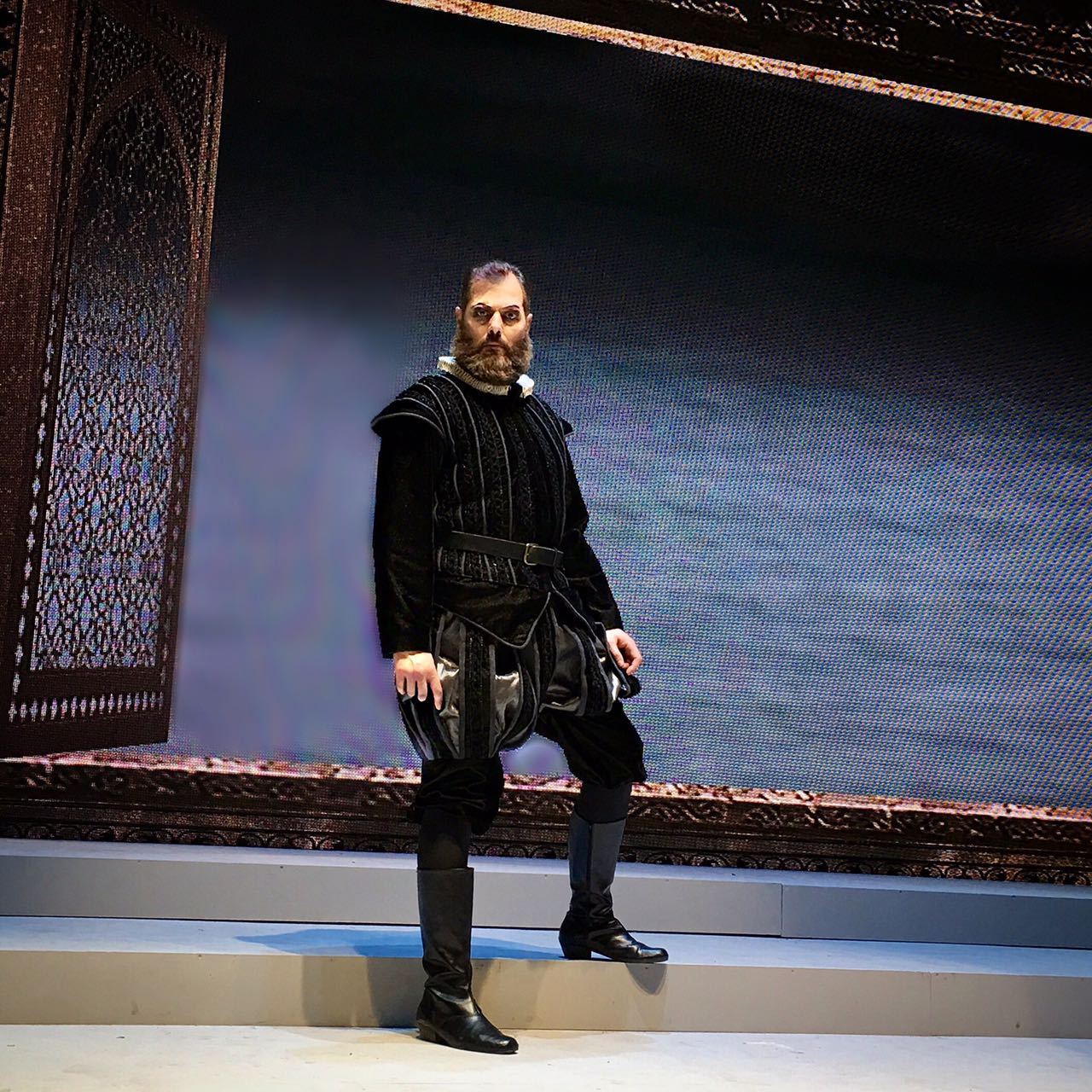
Yago en Otello

En octubre de 2016 interpreta el exigente papel de prisionero de la obra Il prigioniero de Luigi Dallapiccola en el Teatro Colon
 con excelente crítica. Según el Diario La Nación: "El barítono Leonardo Estévez hizo un prisionero antológico, contundente y con un dramatismo que administró la luz de esperanza y la desesperación." L'Ape Musicale dijo: "Nel Prigioniero si è imposto il baritono Leonardo Estévez, facendo del protagonista una delle migliori realizzazioni della sua carriera, credibile e vocalmente solido-."
En noviembre de 2016 en el Teatro Regional del Maule de Chile interpretó el personaje de Yago en la ópera Otelo (Verdi) con excelentes críticas:
"El barítono argentino Leonardo Estévez es un Yago elegante y siniestro, un ser inteligente que hace caer en sus redes al buen salvaje que es este Moro de Venecia. Esto enriquece la lectura del rol y contrapone con claridad dos fuerzas y dos naturalezas disímiles y profundamente humanas. El timbre de Estévez, ligeramente oscuro y robusto, se presta bien a este gran papel verdiano, y cuenta con una excelente zona media, muy expresiva y bien matizada, para configurar el papel desde la frialdad y el refinamiento."
En enero de 2017, durante la gala "Estrellas bajo las estrellas” inauguró la cuarta edición del Festival Opera Tigre interpretando canciones polacas de Stanisław Moniuszko, Fryderyk Chopin y Ignacy Jan Paderewski. Dentro del mismo festival, interpretó a Ulises en la opera  Il ritorno d'Ulisse in patria de Monteverdi.
En junio de 2017 regresó al Teatro del Capitolio de Toulouse en Francia para ponerse la piel de Le Comte d’Oberthal en la ópera El profeta (Meyerbeer).
En un septiembre de 2017 maratónico, interpretó casi en simultáneo 2 roles totalmente diferentes, el agente secreto de policía en la ópera The Consul en el Teatro Solís (11, 13 y 15 de septiembre) con excelente crítica "Una gran creación de LEONARDO ESTÉVEZ como el Agente Secreto, muy difícil de interpretar en esta versión que lo sitúa en el límite del cinismo con un aspecto deliberadamente payasesco que hace más siniestro su accionar y que el intérprete supo captar muy bien en toda su escalofriante ambigüedad." y La Traviata en el Teatro Colon los días 14 y 16 de septiembre.
Durante diciembre de 2017, en el Teatro Colón interpretó a Carlo Gerard en la ópera Andrea Chénier con excelente crítica: "Citons Leonardo Estévez excellent Gérard"  "Leonardo Estévez è stato un Carlo Gérard molto convincente, che ha amministrato con efficacia i suoi mezzi per un risultato altamente encomiabile. Si è presentato con espressività e buon gusto. Nel secondo atto ha saputo distinguersi nel difficile concertato e nel terzo è stato vibrante nell'arringa "Lacrime e sangue", espressivo e vigoroso in "Nemico della Patria", profondamente coinvolto nel resto dell'opera."  "Leonardo Estévez fue un muy convincente Carlo Gérard que administró con eficacia sus recursos canoros para logar un resultado altamente encomiable. Su inicio fue cantado con expresividad y buen gusto. En el segundo acto pudo salir airoso del difícil concertante mientras que en el tercero fue vibrante en su arenga ‘Lacrime e sangue’, expresivo y vigoroso en ‘Nemico della patria’ y compenetrado y profundo en el resto de la obra. En un personaje de gran intervención en la obra y quizás con más aristas dramáticas y psicológicas de todos los protagonistas, Estévez logró sacar gran partido de todos estos claroscuros del personaje en su composición actoral."
Durante mayo de 2018, en el Teatro El Círculo de la ciudad de Rosario participó de la ópera Il Trovatore interpretando al Conde de Luna. En el Centro Cultural Kirchner en el concierto brindado por la Orquesta Nacional de Música Argentina “Juan de Dios Filiberto” cubrió el rol de Diablo en la Cantata criolla "Florentino el que cantó con El Diablo" de Antonio Estévez.
Durante noviembre de 2018,  en el marco de concierto "Grandes escenas de la ópera" realizado en el Teatro San Martín (Tucumán)  encarnó a Rigoletto, Malatesta (Don Pasquele) y Enrico (Lucia di Lammermoor).  En el Congreso de la Nación Argentina interpretó la Vesperae solennes de confessore junto a la Orquesta de Cámara del Congreso de la Nación.
En la entrevista realizada por el sitio especializado en ópera "Il Televisionario" habló sobre sus inicios, su carrera, próximos compromisos, como es en su vida privada y su afición al golf   .
En marzo de 2019 encarnó al Conde de Monterone de la ópera Rigoletto en el Teatro Colón. La crítica especializada dijo sobre su performance "Tiene el físico del papel, crea magistralmente un personaje abrumado por los años y la decadencia, y canta el papel con gran fuerza llegando sin dificultad a todos las notas incluyendo el exigido grave que remata la palabra HONORE."

## Roles interpretados
Listado de roles interpretados en su basta carrera, dentro del género de la ópera, misas, zarzuelas, etc..
| Obra                                                    | Rol interpretado                  |
| ------------------------------------------------------- | --------------------------------- |
| AIDA                                                    | Amonasro                          |
| Alceste                                                 | Heraldo                           |
| Aliados                                                 | Pinochet                          |
| Amahl y los visitantes de la noche                      | Rey Melchor                       |
| Andrea Chenier                                          | Carlo Gerard                      |
| Amelia al Ballo                                         | El marido                         |
| Armide                                                  | Aronte                            |
| Ariadne auf Naxos                                       | Ein Musiklehrer                   |
| Beatrix Cenci                                           | Conde Francisco Cenci             |
| Billy Budd                                              | Dansker                           |
| Boris Godunov                                           | Chelkalov                         |
| Cantata Profana de Bartok                               | Barítono Solista                  |
| Cantata criolla (Florentino el que cantó con El Diablo) | El Diablo                         |
| Carmen                                                  | Escamillo                         |
| Carmina Burana                                          | Barítono Solista                  |
| Cavalleria Rusticana                                    | Alfio                             |
| Coral op. 125 Beethoven                                 | Barítono Solista                  |
| Così fan tutte                                          | Guglielmo                         |
| Così fan tutte                                          | Don alfonso                       |
| Der Freitschutz                                         | Ottokar                           |
| Der fliegende Holländer                                 | Der Holländer                     |
| Der König Kandaules                                     | Nicomedes                         |
| Dialogues des Carmélites                                | Carcelero                         |
| Dido & Aeneas                                           | Aeneas                            |
| Don Carlo                                               | Rodrigo                           |
| Don Giovanni                                            | Pasquariello                      |
| Don Giovanni                                            | Leporello                         |
| Don Giovanni                                            | Don Giovanni                      |
| Don Pasquale                                            | Malatesta                         |
| Doña Francisquita                                       | Lorenzo Pérez                     |
| Doña Francisquita                                       | Don Matías                        |
| Edgar                                                   | Frank                             |
| El ángel de la muerte                                   | Ricardo de Streber                |
| El barbero de Sevilla                                   | Fiorello / jefe de guardia        |
| El barbero de Sevilla                                   | Figaro                            |
| El cónsul                                               | Agente secreto                    |
| El elixir de Amor                                       | Belcore                           |
| El elixir de Amor                                       | Dulcamara                         |
| El Malentendido                                         | Jan                               |
| El ruiseñor                                             | Emperador de China                |
| El sirviente                                            | Barret                            |
| El sueño de Ulises                                      | Ulises                            |
| El teléfono                                             | Ben                               |
| Ernani                                                  | Carlo                             |
| Estaba la madre                                         | 2° General                        |
| Falstaff                                                | Mr. Ford                          |
| Falstaff                                                | Falstaff                          |
| Faust                                                   | Valentin                          |
| Fedra                                                   | Teseo                             |
| Fidelio                                                 | Don Fernando                      |
| Fidelio                                                 | Pizarro                           |
| Fuego en Casabindo                                      | Gobernador                        |
| Gianni Schicchi                                         | Gianni Schicchi                   |
| Gianni Schicchi                                         | Betto di Signa                    |
| I due timidi                                            | habitante de la pensión           |
| I Pagliacci                                             | Silvio                            |
| I Pagliacci                                             | Tonio                             |
| Il Campanello                                           | Enrico                            |
| Il Prigioniero                                          | Prisionero                        |
| Il tabarro                                              | Michele                           |
| Il Trovatore                                            | Conde de Luna                     |
| IL VIAGGIO A REIMS                                      | Don Álvaro, enamorado de Melibea. |
| Italiana en Argel                                       | Mustafa                           |
| Káta Kabanová                                           | Kuligin                           |
| La Mamma, Convenienze ed inconvenienze teatrali         | Mamma Ágata                       |
| La Bohème                                               | Schaunard                         |
| La Bohème                                               | Marcello                          |
| La Cenerentola                                          | Don Magnífico                     |
| LA CIUDAD AUSENTE                                       | Hombre viejo                      |
| La fille du régiment                                    | Sargento Sulpice                  |
| La flauta mágica                                        | Papageno                          |
| La Forza del destino                                    | Alcalde                           |
| La infancia de Cristo                                   | Herodes                           |
| La pasión de San Juan                                   | Pilato                            |
| La scala di seta                                        | Germano                           |
| La Traviata                                             | Germont                           |
| La Traviata                                             | Barón Douphol                     |
| La sinfonía del Mar                                     | Barítono Solista                  |
| La venganza de Don Mendo                                | Don Mendo                         |
| La viuda alegre                                         | Danilo Danilovich                 |
| La Zapatera prodigiosa                                  | Mozo del sombrero                 |
| Lady Macbeth                                            | Portero, policía, centinela       |
| Lakme                                                   | Nilakantha                        |
| Las bodas de Figaro                                     | Conde de Almaviva                 |
| Le belle Hélène                                         | Agamenón                          |
| Le convenienze ed inconvenienze teatrali                | Mamma Ágata                       |
| Le nozze di Figaro                                      | Conde de Almaviva                 |
| Le Prophète                                             | Le Comte d’Oberthal               |
| L'elisir d'amore                                        | Belcore                           |
| Les mamelles de Tirésias                                | Marido                            |
| L'Occasione fa il ladro                                 | Don Parmenione                    |
| Lucia di Lammermoor                                     | Lord Enrico Ashton                |
| Macbeth                                                 | Macbeth                           |
| Madama Butterfly                                        | Sharpless                         |
| Maldoror                                                | Enmascarado                       |
| Otello                                                  | Yago                              |
| Requiem Brahms                                          | Barítono Solista                  |
| Requiem Mozart                                          | Barítono Solista                  |
| Rigoletto                                               | Conde de Monterone                |
| Rigoletto                                               | Rigoletto                         |
| Ring des Nibelungen: das Rheingold                      | Donner                            |
| Rita                                                    | Il Marito                         |
| Romeo y Julieta                                         | Capuleto                          |
| Simone Boccanegra                                       | Paolo Albiani                     |
| Simone Boccanegra                                       | Simone                            |
| Tosca                                                   | Scarpia                           |
| TRISTÁN E ISOLDA                                        | Melot                             |
| Turandot                                                | Mandarin                          |
| Un Ballo in maschera                                    | Cristiano                         |
| Il ritorno d'Ulisse in patria                           | Ulisses                           |
| Werther                                                 | Albert                            |